# Rhododendron mucronatum
лат. Rhododéndron mucronatum — вечнозелёный кустарник, вид секции Tsutsui, подрода Tsutsusi, рода Рододендрон (Rhododendron), семейства Вересковые (Ericaceae).
Китайское название: 白花杜鹃 bai hua du juan.
Используется в качестве декоративного садового растения.

## Распространение и экология
Встречается во многих садах и парках Китая.

## Ботаническое описание

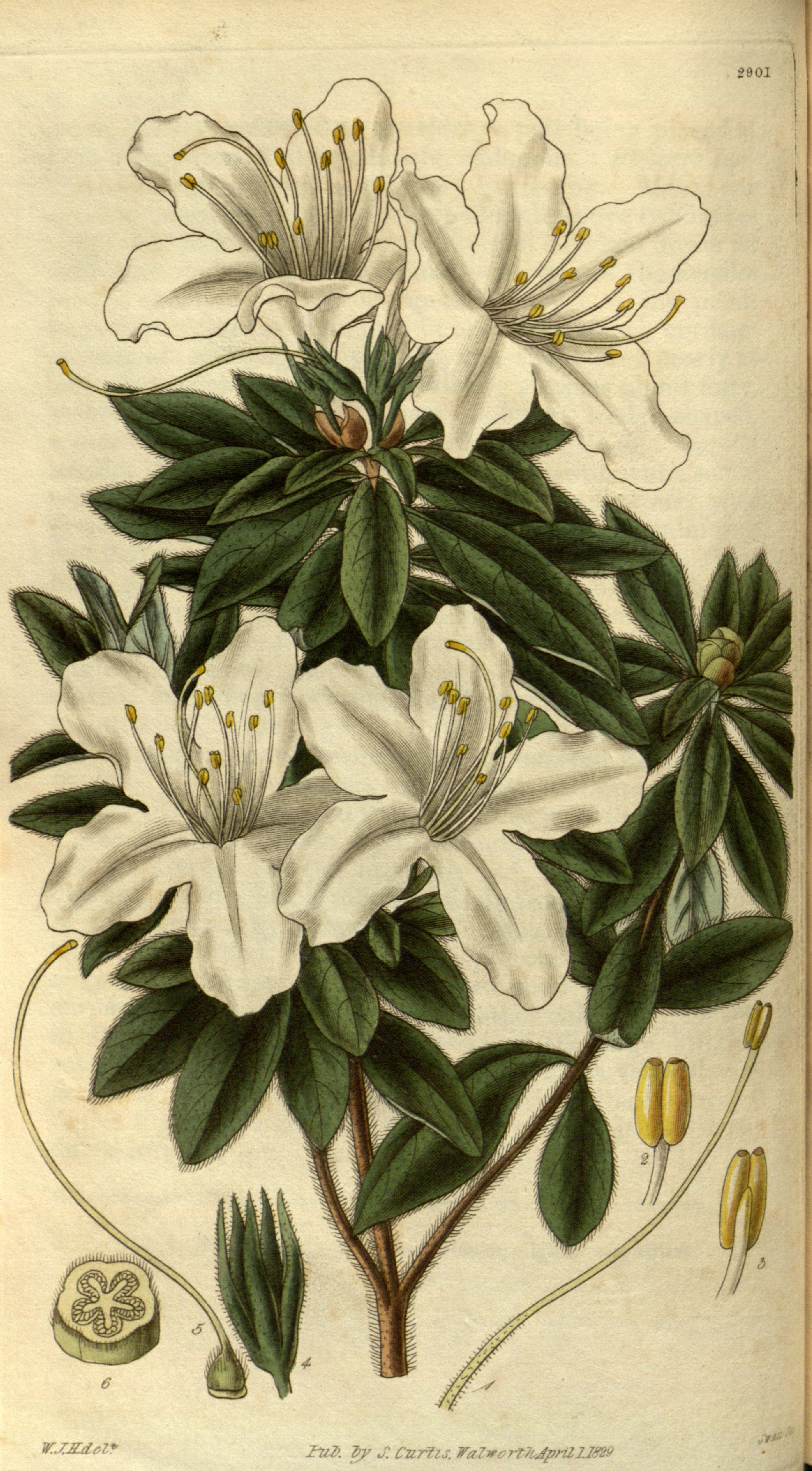
Rhododendron mucronatum
Curtis’s Botanical Magazine, vol. 56 [ser. 2, vol. 3]: t. 2901 (1829)

Кустарник 1—2 (—3) метра высотой. Черешок 2—4 мм, листовые пластинки ланцетные до яйцевидно-ланцетных или продолговато-ланцетные, 2—6 × 0,5—1,8 см.
Соцветие 1—3-цветковые. Цветоножка до 1,5 см, густо желтовато-коричневый-ворсинок, а также железистые опушённые. Венчик широко воронковидный, глубоко 5-лопастной, белый, иногда бледно-красный, 3—4,5 см, лопасти эллиптически-яйцевидные; тычинок 10, завязь яйцевидная, примерно 4 × 2 мм, 5-гнездная. Аромат отсутствует. 
Цветёт в апреле-мае.
Этот вид был описан из культивируемых растений, которые могут представлять собой белоцветковую форму Rhododendron mucronatum var. ripense (Makino) E. H. Wilson имеющую розовые цветки.

## В культуре
Выдерживает понижения температуры до −21 °С, или −18 °С.